# Альняш (притока Великої Уси)
Альня́ш (рос. Малая Уса) — річка в Єловському та Чайковському районах Пермського краю, Росія, права притока Великої Уси.
Річка починається за 2 км на південний захід від села Брюхово. Протікає спочатку на південний схід, потім різко повертає на південний захід, входить на територію Чайковського району. Перед селом Альняш повертає на південь, а біля села Кирилловка тече в південно-східному напрямку. Окремі ділянки течії, особливо верхньої та середньої, заліснені. Гирло заболочене. Приймає декілька дрібних приток.
На річці розташовані села Чайковського району  Романята, Альняш, Кирилловка. На річці створено декілька ставків — у верхній течії на території Єловського району, в селі Романята — Верхній та Нижній, 2 ставки в селі Альняш.